# Johan Kjeldahl
Johan Gustav Christoffer Thorsager Kjeldahl (Jægerspris, Dinamarca, 16 de agosto de 1849 - Tisvilde, Dinamarca, 18 de julio de 1900), fue un químico danés. Desarrolló un método de análisis químico para determinar  la cantidad de nitrógeno en ciertos compuestos orgánicos. Esta técnica de análisis se le llamó el Método Kjeldahl en su honor.  Entre otras actividades, Kjeldahl estudió el metabolismo del azúcar  y de las proteínas en las plantas, desarrollando y perfeccionando los métodos de análisis químico de estas sustancias. Desde 1876 y hasta su muerte fue el director del Laboratorio Calrlsberg, donde desarrolló el método de determinación de proteína que lleva su nombre.

## Biografía
Johan Kjeldahl nació en 1849 en la pequeña localidad de Jægerspris, en el municipio de Frederikssund, en la región Capital (Dinamarca). Su padre,  Jørgen Pedersen Kjeldahl, era el médico del distrito y estaba casado con Johanne Georgine Lohmann, madre de Johan Kjeldahl. Estudió primero en la Escuela Secundaria Estatal de Roskilde y después en el Instituto Politécnico de Copenhague (actualmente Universidad Técnica de Dinamarca) donde se graduó en 1873. Tras obtener su título en ciencias naturales aplicadas trabajó durante dos años en el laboratorio químico de la Escuela Superior Agrícola de Frederiksberg, como ayudante, dedicándose a tareas relacionadas con el análisis químico. En 1975 se trasladó al Laboratorio Carlsberg, asociado a la Cervecería Carlsberg, en Copenhague, donde fue jefe del departamento de Química dese 1876 hasta su muerte en 1900.
Su fallecimiento sobrevino en julio de 1900 mientras se bañaba en Tisvilde, un centro vacacional y de recreo en la costa danesa de Kattegat. En el obituario de Johannsen y en la Enciclopedia Biográfica de los Científicos, se indica ataque al corazón como causa de la muerte, aunque otras fuentes indican que se debió a un derrame cerebral.

## Trabajo científico
Entre las tareas que se le recomendaron a Kjeldahl, en su trabajo del Laboratorio Carlsberg, se encontraba la de determinar la cantidad de proteínas en el grano utilizado en la producción de cerveza, aspecto este, muy importante, ya que menos proteínas significaba más cerveza. Kjeldahl descubrió que la respuesta estaba en el desarrollo de una técnica para determinar el nitrógeno con precisión, pero los métodos existentes en química analítica relacionados con las proteínas y la bioquímica en ese momento estaban lejos de ser precisos.

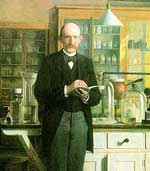
Johan Kjeldahl en los laboratorios Carlsberg (década de 1880)

### El método Kjeldahl
Para resolver el problema de determinar con precisión el contenido de nitrógeno en una muestra, Kjeldahl desarrolló un método consta de tres etapas. En una primera etapa, denominada digestión, la muestra es descompuesta en ácido sulfúrico caliente y concentrado para mineralizar la materia orgánica y convertir el nitrógeno que forma parte de proteínas o ácidos nucleicos, en ion amonio. En la segunda etapa (destilación), cuando toda la materia orgánica ha sido descompuesta, la disolución resultante es enfriada, diluida y se hace básica, un proceso que convierte los iones amonio en amoniaco que debe ser destilado evitando cualquier perdida de esta sustancia volátil, por lo que se recoge en una disolución ácida. En la tercera etapa (valoración), una vez que el amoniaco ha sido destilado en su totalidad, la disolución resultante se valora para establecer la cantidad de amoniaco. La equivalencia es de un mol de nitrógeno por cada mol de amoniaco encontrado en el destilado, lo que permite conocer el porcentaje de nitrógeno en la muestra original. Durante la década de 1880, Kjeldahl utilizó, en la etapa de digestión, sulfato de potasio para elevar el punto de ebullición del ácido sulfúrico y compuestos de mercurio como catalizador para acelerar la descomposición.  El 7 de marzo de 1883, Kjeldahl presentó su método en la Sociedad Danesa de Química, siendo, seguidamente, publicado en alemán, en la revista científica Zeitschrift für analytische Chemie (Revista de química analítica).

### Legado
Su técnica de laboratorio para el análisis de nitrógeno y proteínas sigue siendo el método universalmente aceptado para este análisis. Aunque otros métodos afirman ser más rápidos y eficientes, ninguno puede hacer frente a la variedad de tamaños o condiciones de las muestras como el método original de Johan Kjeldahl. El método de Kjeldahl, o alguna de sus modificaciones introducidas posteriormente, es el procedimiento estándar para determinar el contenido de proteínas en granos, carne y materiales biológicos.  En el análisis general de sustancias nitrogenadas, el parámetro "nitrógeno Kjeldahl" se utiliza para describir la suma del nitrógeno orgánico y el nitrógeno amoniacal presentes en una muestra.Es el método oficial, descrito en múltiples normativas: AOAC, USEPA, ISO, DIN, Farmacopeas y distintas Directivas Comunitarias.